# Banca del Ceresio
Banca del Ceresio SA es un banco suizo especializado en el sector de la gestión patrimonial, con sede en Lugano (Suiza).

## Historia
En 1919, Antonio Foglia (1891-1957) comenzó un negocio de corretaje de gestión de activos en Bolsa. Tras la Segunda Guerra Mundial, fue nombrado presidente de la Bolsa de Milán.
Sus hijos, Alberto y Giambattista Foglia, fundaron en la ciudad suiza de Lugano, en 1958, la Banca del Ceresio. En Italia, trabajan desde 2006 con la marca Ceresio SIM SpA.
En 1963, Alberto Foglia colaboró con el inversor George Soros y con el tiempo se convirtió en uno de los primeros miembros de la Junta de Supervisión de Quantum Endowment Fund, del que fue presidente desde 1987 a 2003.

## Inversiones
El banco ofrece servicios de banca privada y, desde su fundación, está especializado en la gestión de fondos de capital inversión y fondos de capital riesgo, incluidos los llamados fiduciarios. La filosofía del Grupo se ha centrado siempre en el mejor interés del cliente, haciendo hincapié en los valores conservadores de la prudencia, la liquidez y evitar los conflictos de interés. Pionero en la externalización de la gestión de la cartera especializada, el banco recurre con asiduidad a gestores independientes.
En 1999 Banca del Ceresio adquirió Belgrave Capital Management, un fondo de inversiones con sede en Londres y regulado por la Autoridad de Servicios Financieros (FSE, Financial Services Authority), para ampliar su capacidad de análisis y gestión de activos. Entre otras, el fondo gestiona la SICAV luxemburguesa Vitruvius y la italiana Global Selection SGR, SpA. Además, promueve sus propios fondos de inversión. 
El banco es asesor de Haussmann y de Leveraged Capital Holdings, uno de los fondos más antiguos y de mayor rendimiento de todo el mundo.[cita requerida]